# .org
.org e домейн от първо ниво (TLD домейн), един от първите, наред с .com и .net, които са пуснати през 1985 г. Както подсказва името му, това е домейн, който би трябвало да се използва от организации (най-често с идеална цел). Но на практика това не е така – всеки може да регистрира такъв домейн.
Понякога .org се асоциира с отворения код и движението за свободен софтуер, като идейно противоположни на .com, използван най-често от компаниите. Също така е вярно, че много проекти с отворен код използват този домейн (OpenOffice.org дори го е вградила в името си). Все пак повечето сайтове с такъв домейн от първо ниво (TLD домейн) нямат това предвид.